# Rio Save (Suécia)
Save (em sueco: Säveån) é um rio da província histórica da Gotalândia Ocidental, na Suécia. Nasce nos lagos Save e Anten, ao norte de Boros, e atravessa os lagos Mjörn, Sävelången, Aspen, Ömmern e Grande Färgen. Também atravessa 10 comunas, dentre as quais Alingsos, Vorgorda, Floda, Lerum e Partille, antes de desaguar no Gota, em Gamlestaden, em Gotemburgo. É o maior afluente do Gota e tem 120 quilômetros de extensão e 1 475 quilômetros quadrados de bacia hidrográfica.
Algumas áreas naturais banhadas pelo Save estão incluídas na rede Natura 2000 que monitora e promove ações visando deter a erradicação de espécimes e habitats em países da União Europeia. São anualmente despejam no Gota, através do Save, 10 e 717 toneladas de fósforo e nitrogênio respectivamente. Sua área de captação é grande e está dividida em vários corpos d'água. Seu estado ecológico na área de captação é classificado como moderado devido as mudanças hidromorfológicas que impedem peixes e outros animais aquáticos de se moverem livremente pelo sistema, a eutrofização e mudanças em seu comprimento em decorrência do endurecimento da superfície.
Entre Floda e Lerum, cerca de 40 metros da superfície da água é armazenada para geração de energia em alguns lugares. Devido a seu fluxo e relativa qualidade da água, é um rio rico. Nele há salmões e trutas mariscas, que são recreativa e comercialmente pescadas. Também é conhecido pelas espécies de aves (guarda-rios-comum, melro-d'água), mamíferos (castor, lontra-europeia), mexilhões-de-rio e plantas que abriga. Seu solo é argiloso e as paisagens circundantes foram se formando com o tempo seguindo os desfiladeiros que surgiram a medida que o Save afundou no sedimento argiloso.
Ao longo de seu curso, em Floda, Vorgorda, Alingsos e Sollebrunn, há estações de tratamento de esgoto. Em 2012, foi executado um inventário para encontrar medidas que fortalecessem a biodiversidade do rio, e cujos resultados seriam utilizados de base para futuras iniciativas ambientais. Tais iniciativas não são novas para o Gota e seus afluentes, com a primeira delas sendo realizada em 1958 pela Associação de Conservação da Água do Rio Gota, fundada em 1957.